# Giuseppe Cirincione
Giuseppe Cirincione (Bagheria, 23 marzo 1863 – Roma, 19 marzo 1929) è stato un oculista e politico italiano, deputato dal 1919 al 1924 e senatore dal 1924 alla sua morte.

## Biografia
Giuseppe Cirincione nacque a Bagheria (Palermo) il 23 marzo 1863, dal padre Pietro e dalla madre Domenica Caviglia.
Diplomatosi a Palermo in studi classici, si iscrisse alla facoltà di medicina e chirurgia dell'università di Napoli, dove incontrò il Professore Luciano Armanni di istopatologia ed il Professore C. De Vincentiis di oculistica. Dopo aver conseguito la laurea nel 1889, ottenne per quattro anni consecutivi borse di studio all'estero. Inizialmente si recò a Berlino, dove si specializzò in patologia, embriologia e oftalmologia sotto la guida degli illustri maestri R. Virchow, J. Hirschberg, O. Hertwig. In seguito lavorò a Lipsia con W. His, embriologo nonché professore di anatomia, e con gli oculisti H. Sattler e C. Hess. Incontrò inoltre W. Spalteholz, il quale in quel periodo stava preparando il suo Handatlas der Anatomie des Menschen (3 voll., Leipzig 1895-1903). Tornato in Italia, Giuseppe Cirincione conseguì la libera docenza in clinica oculistica nel 1894 e lavorò nei due anni successivi col Professore C. De Vincentiis nella clinica oculistica di Napoli. Nel 1896 fu invitato a Tunisi a dirigere il reparto oculistico dell'ospedale italiano. Nel 1898 rientrò in Italia e fondò a Palermo un istituto per la cura delle malattie oculari, che attrezzò anche per le ricerche scientifiche e dotò di una biblioteca fornita di molti periodici della specialità. Tradusse in quel periodo il Trattato di oftalmoiatria di E. Fuchs. Nel 1900 fondò la rivista La Clinica oculistica e due anni dopo vinse il concorso a cattedra di clinica oculistica presso l'università di Siena. Nel 1905 fece costruire Villa Cirincione, sua residenza, a Bagheria. Alla fine del 1893 venne chiamato a Genova e l'anno successivo si trasferì nuovamente a Palermo, dove rimase fino al 1908. Nel 1909 vinse invece il concorso a cattedra di clinica oculistica dell'università di Roma. Durante la prima guerra mondiale si arruolò volontario e venne così preposto all'organizzazione superiore dei servizi oftalmici. Al termine del conflitto gli fu conferita la medaglia d'oro quale benemerito della pubblica salute. Nel novembre del 1919 fu eletto deputato per il Partito liberale nel collegio di Palermo e fu poi rieletto nel giugno del 1921; venne in seguito nominato senatore del Regno il 20 settembre del 1924. In Parlamento si distinse nel campo dell'assistenza sanitaria sociale e propugnò l'istituzione del certificato medico prematrimoniale; si adoperò per la costruzione di acquedotti, di orfanotrofi, di centri di assistenza ai tracomatosi. 
Notevole fu il lavoro da lui compiuto per riorganizzare la clinica oculistica di Roma. Innanzitutto, istituì l'ambulatorio per i poveri in locali costruiti exnovo ed in tale occasione egli volle ricordare, con una lapide tuttora presente, il concreto ausilio ricevuto dal ministro per la Pubblica Istruzione dell'epoca, Luigi Rava. In seguito, con criteri moderni, fece ristrutturare i laboratori e fece allestire due distinte camere operatorie per gli interventi sul bulbo oculare e sugli annessi: fece totalmente ricostruire l'aula, che dotò di un sistema meccanico, comandato elettricamente, per la chiusura delle tende - una novità per l'epoca - per la proiezione di preparati microscopici, di diapositive e, in seguito, perfino di filmati a colori di operazioni oculari, anche questi agli inizi, di cui si serviva per le lezioni agli studenti e agli specializzandi. Come nelle cliniche da lui precedentemente dirette aveva costituito, anche con personali donazioni, ricche biblioteche, altrettanta cura rivolse a quella di Roma, che provvide anche di tavole e fotografie a colori, per cui gli fu preziosa la ricordata collaborazione collo Spalteholz. Trascorse gli ultimi anni della sua vita a Roma, dando vita agli Annali di ottalmologia e di clinica oculistica, e ordinò all'estero i macchinari occorrenti perché la nuova rivista fosse stampata con mezzi moderni e la gestione risultasse autonoma. Diede vita all'Associazione degli oculisti italiani, che assunse la denominazione di Società italiana di oftalmologia, e si adoperò perché venisse riconosciuta come ente morale (1922). 
Morì a Roma il 19 marzo 1929.

## Scoperte scientifiche
Fortemente attratto dai problemi dell'oftalmologia, Giuseppe Cirincione fu autore di numerosi studi riguardanti l'istologia, l'embriologia, la patologia e la chirurgia oculare. 
Studiò i primi stadi di sviluppo dell'occhio umano, descrivendo le vescicole ottiche come infundiboli delle vescicole cerebrali anteriori, che si sviluppano prima che queste si differenzino in tre parti e notò inoltre che il sacco ectodermico che avrebbe dato origine al cristallino era ancora aperto in embrioni di 6 mim e chiuso - ma ancora aderente - in quelli di 7, 5 mm. Nelle ricerche sullo sviluppo del vitreo ne dimostrò l'origine mesodermica e comunicò tale scoperta al congresso di Heidelberg del 1903. Le teorie sostenute dal Professore Cirincione vennero più volte messe in discussione, ma furono infine completamente confermate quando fu possibile dimostrare l'effettiva derivazione mesenchimale del vitreo. Studiando lo sviluppo della capsula perilenticolare egli scoprì che il mesoderma interposto fra l'ectoderina e la vescicola ottica scompare prima della formazione del cristallino, e concluse pertanto che - allorché questo penetra nel calice della vescicola ottica - non può esser accompagnato da tessuto mesodermico, il quale penetra invece nella vescicola attraverso la fessura ottica, dando luogo così alla prima capsula perilenticolge. Descrisse per primo i caratteri istologici della retinite proliferante ed effettuò per oltre un decennio ricerche sulle lesioni oculari da malattie della sella turcica. In relazione a tali affezioni raccomandò la pratica degli esami radiologici sistematici, mettendo in evidenza il fatto che rapidi e inaspettati mutamenti dei campo visivo possono costituire il sintomo clinico precoce di affezioni sellari e parasellari. L'attività chirurgica del Professore Cirincione toccò quasi tutti i campi, ma in particolare egli è ricordato per i contributi recati alle tecniche di cheratoplastica e alla chirurgia delle vie lacrimali e dei tumori.

## Opere
Da ricordare fra i lavori di embriologia: 
Suiprimi stadi dell'occhio umano, pubbl. nel Giorn. d. Ass. napol. d. med. e natural., del 1891; Zur Entwicklung des Wirbeltierauges, Leipzig 1898; Ober die Genese des Glaskörpers bei Wirbeltieren, in Centralblatt für prakt. Augenheilk., XXVII (1903), pp. 161-169.
Tra i lavori istologici si ricorda tra gli altri quello sul cloroma effettuato in collaborazione con S. Calderaro (Cloroma bilaterale dell'orbita, in La Clin. Ocul., IV[1903], pp. 1417-1430, 1491-1498), nel quale, pur non riuscendo a fornirne una convincente spiegazione, escluse comunque che la particolare colorazione di tale neoplasia (attualmente attribuita all'azione di una mieloperossidasi) fosse dovuta a pigmenti ematici o biliari o a sostanze granulari od omogenee intra- o extracellulari. Il tumore, inquadrato fra le mielosi sistemiche, fu da Giuseppe Cirincione considerato come un linfosarcoma.